# 野櫻花
《野櫻花》（英語：The Street Cherry Blossom）是香港亞洲電視製作的時裝電視劇，全劇共40集，監製招振強。
該劇之主題曲《無緣》為已故著名歌手陳百強之最後一首得獎歌曲 － 《只因愛你》之原曲。

## 演員表

### 主要演員
- 戚美珍 飾 周美珊
- 湯鎮業 飾 譚兆昌
- 吳元俊 飾 曾　龍

### 其他演員
- 蕭景康 飾 豪仔（童年，同為周美珊子）
- 梁俊傑 飾 豪仔（周美珊子）
- 區艷蓮 飾
- 米　奇 飾 貢
- 陳　敬 飾 蘇小坡
- 方　傑 飾 周耀文
- 丁　櫻 飾 馬美儀（周耀文妻）
- 魏平澳 飾 周有財
- 黃樹棠 飾 傑
- 鄒偉光 飾 偉
- 黃鎧東 飾 圭
- 莎　鳳 飾 圭外婆
- 陳劍雲 飾 掃街宏
- 范永華 飾 髮型屋老闆
- 黃莎莉 飾 羅少麗（譚兆昌母）
- 李青山 飾 高文輝
- 尹志強 飾 周志邦

## 其他製作人員
- 監製助理：潘世鴻
- 武指：徐二牛